# 尾張東部浄水場
尾張東部浄水場（おわりとうぶじょうすいじょう）は、愛知県日進市にある愛知県営水道の浄水場。

## 概要
1988年（平成元年）から建設に着手。1974年（昭和49年）から工業用水を供給していた東郷浄水場を1993年（平成5年）4月に統合し「尾張東部浄水場」として発足、同年6月から給水を開始した。
愛知池から導水した愛知用水の水を急速ろ過して、豊明市・日進市・東郷町・長久手市・みよし市（愛知中部水道企業団）、瀬戸市および西三河地域の一部に上水道と工業用水を供給している。給水能力は1日あたり199,800立方メートル。
水道施設であるため通常は一般の立ち入りが規制されているが、小中学生向けには事前予約による団体見学が設定されている。また、毎年6月の水道週間の期間中のみ、敷地内の一部について一般でも見学が可能となっている。